# توین آقابابایان
توین سوفیا آقابابایان (ارمنی: Դվին Սօֆեա Աղաբաբեան؛ زادهٔ ۳ سپتامبر ۲۰۰۱) بازیکن فوتبال در پست مدافع اهل ارمنستان است.

## باشگاهی
از باشگاه‌هایی که در آن بازی کرده‌است می‌توان به باشگاه فوتبال کالیفرنیا مجیک و باشگاه فوتبال زنان پیونیک اشاره کرد.

## تیم ملی
وی همچنین در تیم ملی فوتبال زیر ۱۹ سال زنان ارمنستان و تیم ملی فوتبال زنان ارمنستان بازی کرده‌است. آقابابایان نخستین بازی ملی خود در چهارچوب مقدماتی جام جهانی فوتبال زنان ۲۰۲۳ در تاریخ ۱۶ سپتامبر ۲۰۲۱ در اسلو در مقابل نروژ انجام داده‌است.